# Anfangszeitlücke
Die Anfangszeitlücke (englisch initial time delay gap, ITDG) ist die Zeit, die zwischen dem Eintreffen des Direktschalls und dem Eintreffen der ersten starken Reflexion liegt. Sie entsteht beim natürlichen Hören in Räumen und Konzertsälen, aber auch bei der Lautsprecherstereofonie. Hier wird meistens innerhalb der aufgezeichneten ITDG eine zusätzliche erste Reflexion im Wiedergaberaum erzeugt.
Neben Frequenzgang und Pegel des Direktschalls D und des Raumschalls R bestimmt die ITDG die wahrgenommene Entfernung zur Schallquelle. In großen Konzertsälen werden die Anteile der hohen Frequenzen beim Direktschall und beim Raumschall von der Temperatur und der Luftfeuchtigkeit beeinflusst. Das Verhältnis von Direktschall zu Raumschall ist für den Räumlichkeitseindruck von Bedeutung, wobei beim natürlichen Hören die Anfangszeitlücke mit den frühen Reflexionen eine große Rolle spielt.

## Die Bedeutung der Anfangszeitlücke beim natürlichen Hören für den Näheeindruck einer Schallquelle
Die zum Entfernungshören gehörende Anfangszeitlücke ist unterschiedlich lang, je nach Entfernung der jeweiligen Schallquelle vom Zuhörer und dem Aufenthaltsort im Raum und der Gestalt des Raums mit seinen reflektierenden Flächen. Schallquellen machen im Raum dann einen klaren nahen Eindruck, wenn die Anfangszeitlücke lang ist und der Raumschall geringen Pegel hat und machen einen nebulösen und entfernten Eindruck, wenn die Anfangszeitlücke kurz oder nicht vorhanden ist und der Raumschall im Verhältnis zum Direktsignal hoch ist.
Ist die Anfangszeitlücke kleiner als 15 ms (Pre-Delay), so entsteht ein kleinräumiger Eindruck. Ist die Zeitlücke größer 30 ms bis etwa 60 ms, so entsteht ein großräumiger und durchsichtiger Klangeindruck. Es ist empfehlenswert, diese Anfangszeitlücke (engl. pre-delay gap) bei Nachhallgeräten groß einzustellen und erst bei Notwendigkeit zu verkürzen.
Bei einem Nachhallgerät entspricht das Pre-Delay nicht den natürlichen Gegebenheiten im Raum, weil es nur eine feste Zeiteinstellung ist. In einem Raum erzeugt jede Schallquelle je nach Standort eine eigene unterschiedlich große Anfangszeitlücke. Demnach ist es unrichtig, die Anfangszeitlücke als Raumkonstante zu bezeichnen, wie es in Lehrbüchern zu lesen ist. Die Anfangszeitlücke ist vom Ort der Schallquelle sowie dem Ort des Hörers, beziehungsweise dem Messort, abhängig. Für die klangliche Wirkung des künstlichen Nachhalls ist auf die besondere Bedeutung seines Zumischpegels hinzuweisen.